# Home Sweet Home (Mötley Crüe)
"Home Sweet Home" är en sång av det amerikanska hårdrock / glam metalbandet Mötley Crüe från 1985. Den finns med på albumet Theatre of Pain, och den släpptes även som singel. 
1991 gjordes en remix av låten som också gavs ut som singel, som "Home Sweet Home '91". Denna version finns med på bandets samlingsalbum Decade of Decadence. Låten beskrivs ofta som en powerballad, och den kom att påverka många andra glam metalbands låtskrivande i slutet av 1980-talet.
Den första versionen av "Home Sweet Home" nådde en åttionionde (#89) placering på Billboard Hot 100, medan "Home Sweet Home '91" nådde en trettiosjunde (#37) placering 1992. Det är den hittills sista Mötley Crüe-sången som nådde topp 40 på Billboardlistan.

## Remake
Efter Orkanen Katrina 2005 gjorde Linkin Parks sångare Chester Bennington tillsammans med medlemmarna i Mötley Crüe en remake av Home Sweet Home. Musikvideon visar räddningsaktioner i de drabbade områdena tillsammans med det spelande bandet. 

## Medverkande
- Vince Neil - sång
- Mick Mars - gitarr
- Nikki Sixx - bas
- Tommy Lee - trummor